# Nariokotome-Junge

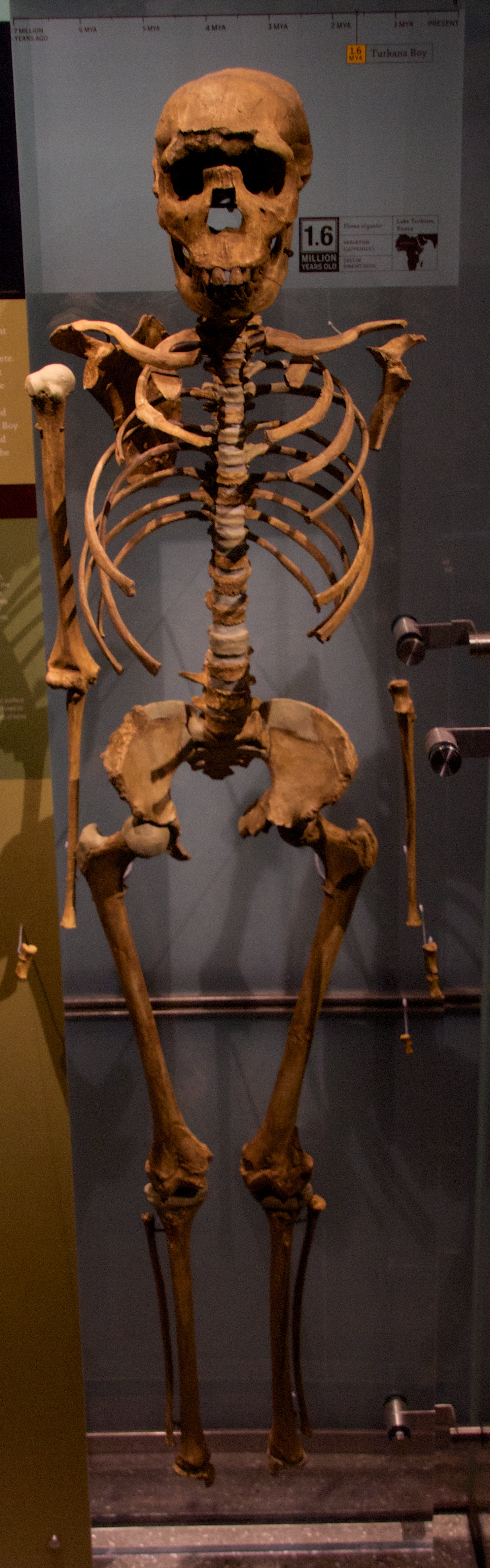
KNM-WT 15000: der Nariokotome-Junge

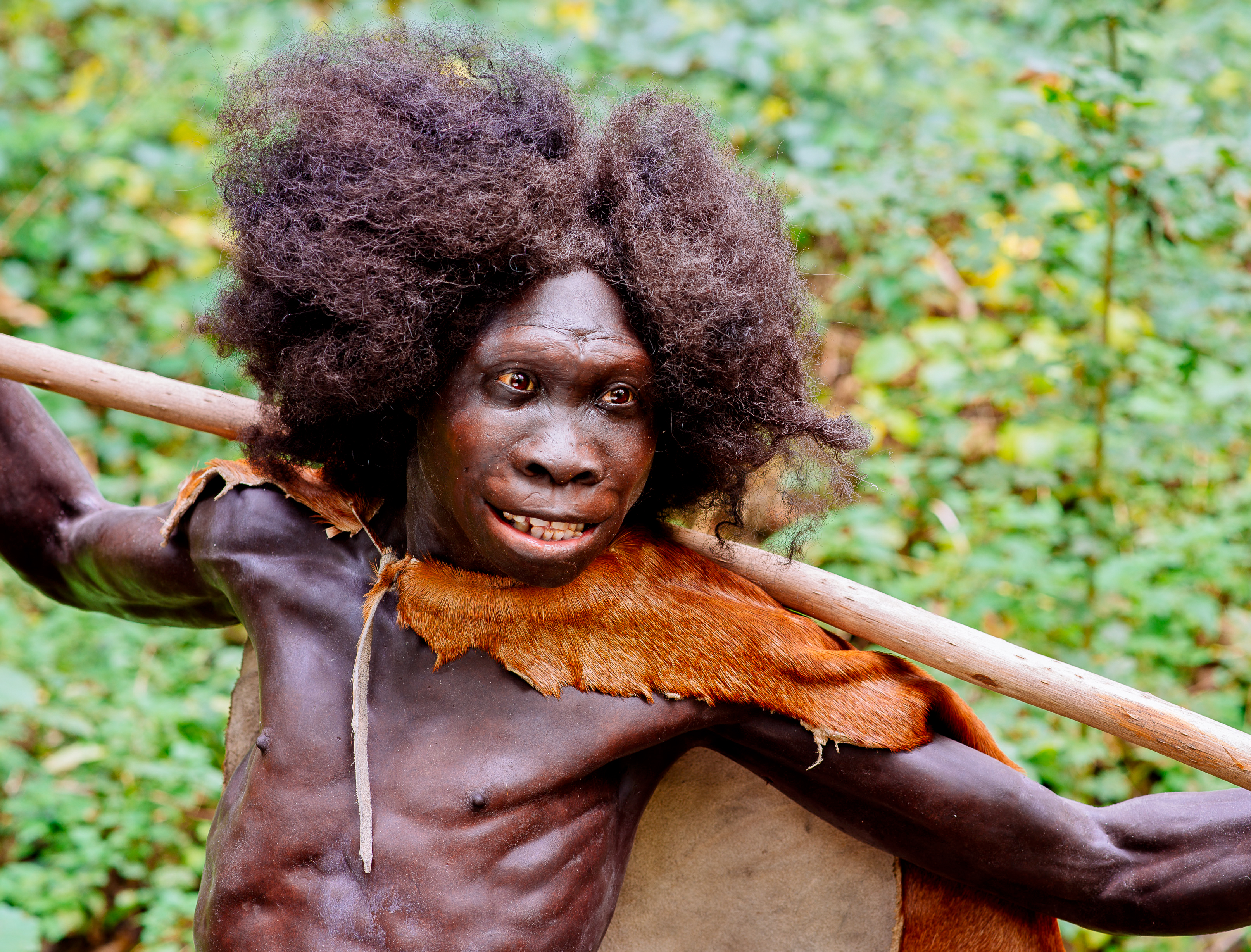
Rekonstruktion im Neanderthal-Museum

Nariokotome-Junge oder Turkana Boy bezeichnet das Fossil eines männlichen jugendlichen Individuums der Gattung Homo, dessen außergewöhnlich vollständig erhalten gebliebenes Skelett im August 1984 in Kenia am Trockenfluss Nariokotome, rund fünf Kilometer westlich des Turkana-Sees, entdeckt wurde. Aufgrund seiner anatomischen Merkmale wird das Skelett entweder Homo erectus zugeschrieben, oder es wird, von jenen Forschern, die besonders alte afrikanische Funde dieser Spezies mit einem eigenen Namen benennen, zu Homo ergaster gestellt.
Bis zur Bekanntgabe der Funde von Homo naledi im Jahr 2015 war – abgesehen von rund 100.000 Jahre alten Neandertaler-Skeletten – kein vergleichbar vollständig erhaltenes Skelett einer Chronospezies der Gattung Homo entdeckt worden.

## Entdeckung
Am 22. August 1984 entdeckte Kamoya Kimeu auf einem baumbestandenen Hügel ein kleines, rechtwinkliges, zweieinhalb mal fünf Zentimeter großes Fragment eines homininen Stirnbeins; die Suche nach weiteren Oberflächenfunden blieb erfolglos. Kimeu war der seit langem zunächst für Louis Leakey und später für Richard Leakey tätige Leiter einer Gruppe von Kenianern, deren Aufgabe darin bestand, die Erdoberfläche nach Fossilien abzusuchen, hominine Funde zu markieren und sie so den Wissenschaftlern zugänglich zu machen. Kimeu war zudem so erfahren, dass er den Fund aufgrund seiner vom Druck des Gehirns glatt gewordenen Innenwand (die entsprechenden Knochen von Schweinen oder Gazellen sind innen rau) und der Dicke des Knochens korrekt als zu Homo erectus gehörig identifizierte. Sowohl Richard Leakey, Inhaber der Grabungslizenz für das erstmals erkundete Areal am Nariokotome-Flussbett und erfahren im Bergen von Fossilien, als auch der Paläoanthropologe und Grabungsleiter Alan Walker, zuständig für die erste morphologische Bewertung von Knochenfunden, hielten sich an diesem Tag in Nairobi auf, um Arbeiten im Labor und im Büro zu erledigen. Per Funk von dem Fund informiert, flogen beide tags darauf ins Nariokotome-Camp.
Am 24. August begannen Kimeus Helfer, die Fundstelle des Stirnbeins großflächig von Steinen, Ästen und anderem Material zu befreien, die oberste Erdschicht abzutragen und alles Aushubmaterial abseits der Fundstelle durch Siebe zu rütteln. Tatsächlich wurden beim Sieben weitere Fragmente des Stirnbeins gesichtet, ferner das rechte Schläfenbein (der Teil des Schädels, der das rechte Ohr umgibt) sowie das rechte und linke Scheitelbein (das Dach des Schädels). Alle Fossilien gehörten zweifelsfrei zu Homo erectus, eine erste Abschätzung ihres Alters anhand der Bodenschichten durch den Geologen Frank Brown ergab 1,2 Millionen Jahre. Daraufhin informierte Leakey die National Geographic Society, einen der Geldgeber für die Ausgrabungen, die ihren Fotografen David Brill ins Nariokotome-Camp entsandte, in der Hoffnung, die Bergung weiterer Funde für die Leser des Magazins National Geographic dokumentieren zu können. Nachdem Brill das Lager erreicht hatte, wurden die Ausgrabungen fortgesetzt, und tatsächlich wurde das zweite Schläfenbein gefunden, Stücke eines Wangenbeins und etliche andere Knochenfragmente, schließlich auch der weitgehend komplett erhaltene Oberkiefer ohne herausragende Weisheitszähne – ein Hinweis darauf, dass es sich um das Fossil eines Jugendlichen handelte. Als der Oberkiefer entdeckt wurde, war zunächst nur die linke Hälfte zugänglich; die rechte Hälfte steckte im Wurzelwerk eines Akazienbaums, also in einer ungestörten Bodenschicht, die eine sichere Datierung des Fossils möglich machte.
Als erste Stücke aus dem Bereich unterhalb des Kopfes wurden wenig  später mehrere Rippen entdeckt: Rippen gelten als besonders ungewöhnliche Funde, denn da Homo erectus seine Toten nicht begrub, wurden sie – wie bei allen anderen Tieren – von Aasfressern zerbissen, um an die inneren Organe zu gelangen; zudem sind Rippenknochen in der Regel nicht hart genug, um zu fossilisieren. Aber erst als auch ein Stück von einem Schulterblatt geborgen war, zeichnete sich ab, dass es sich um einen sensationellen Fund handeln könnte – das erste Skelett eines Homo erectus und – nach Lucy – das erst zweite fossile Skelett eines Individuums aus der Ahnenreihe des Menschen. Kurz darauf wurden weitere Teile des Skeletts freigelegt: ein Wirbelknochen und das rechte Sitzbein (ein Teil des Beckens). Bis zum 1. September waren dann unter anderem weitere Wirbelknochen und mehrere komplette Rippen entdeckt worden, ferner Teile des Kreuzbeins und das untere Ende eines Schienbeins. Es folgten die Oberschenkelknochen, das zweite Schienbein, zwei intakte Schlüsselbeine, die Oberarmknochen und der Unterkiefer. Ein großer runder Fußabdruck über dem Oberarmknochen stammte von einem Flusspferd, das auf die Leiche getreten war; es hatte Arm und Schulterblatt in den Schlamm gedrückt und so dazu beigetragen, dass diese Knochen erhalten blieben. Zugleich fanden die Ausgräber Teile einer im Süßwasser lebenden Apfelschnecke der Gattung Pila: Ein Beleg dafür, dass die Leiche des Jugendlichen im Wasser gelegen und seine Knochen unter Schlamm konserviert worden waren. Am 21. September 1984 wurden die Ausgrabungen vorläufig beendet – tatsächlich war der von seinen Entdeckern als „Nariokotome-Junge“ bezeichnete Fund bereits zu diesem Zeitpunkt das am besten erhaltene Skelett eines frühen Individuums der Hominini. In den folgenden vier Jahren bis 1988 wurden jedoch weitere Knochen geborgen, indem der gesamte Fundhügel – 1400 Kubikmeter Erde und Steine – von Hand abgetragen und gesiebt wurde. Es fehlten am Schluss nur einige Wirbelknochen und Rippen sowie die kleinen Hand- und Fußknochen, die vermutlich als erste aus der Erde heraus erodiert und von den Hufen der Turkana-Ziegen, die sich häufig auf dem Hügel aufgehalten hatten, zertreten worden waren.

## Merkmale

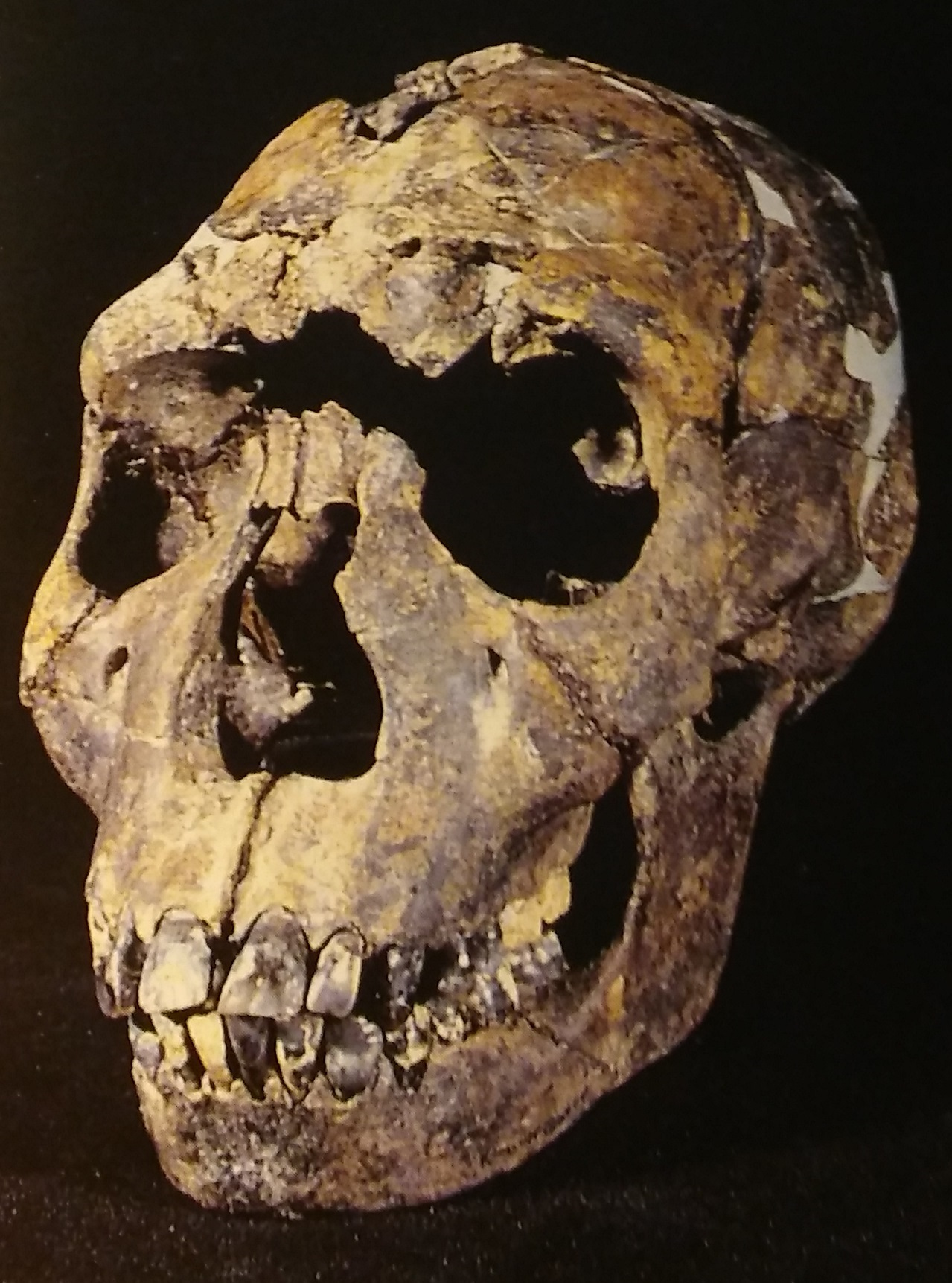
Die zusammengefügten Fragmente des Schädels

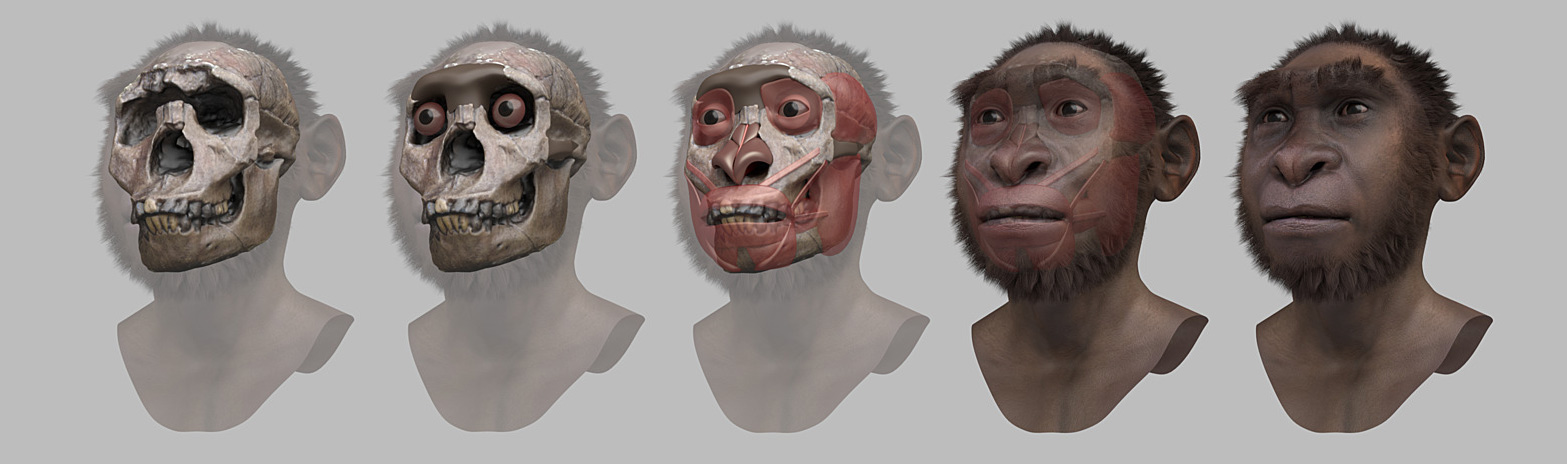
Forensische Rekonstruktion des Schädels

Entdeckt wurden 67 von insgesamt 206 Knochen sowie 12 Zähne. Lässt man die rund 100 fehlenden Hand- und Fußknochen unberücksichtigt und bedenkt, dass anhand der Knochen einer Körperhälfte auch die zweite Körperhälfte rekonstruiert werden kann, dann ist das Skelett unterhalb des Schädels zu annähernd zwei Drittel vollständig. Der Schädel war in rund 70 Fragmente zerbrochen; der stark ausgeprägte Überaugenwulst und vor allem der schmale Beckengürtel belegen, dass man das Fossil eines Jungen gefunden hatte.
Die wissenschaftliche Bezeichnung des Fundes lautet KNM-WT 15000, Verwahrort ist das Nairobi National Museum (früher: Kenya National Museum, daher KNM; WT für die Westseite des Turkana-Sees).
In der Erstbeschreibung wurde das Fossil zu Homo erectus gestellt und in die Zeit vor 1,6 Millionen Jahren datiert. Das Lebensalter des Jugendlichen bei Eintritt des Todes wurde anfangs aufgrund der noch nicht vollständig durchgebrochenen dauerhaften Backenzähne und seines Knochenbaus (die Epiphysenfugen der langen Arm- und Beinknochen waren noch nicht durch Knochengewebe ersetzt) auf 11 bis 13 Jahre und seine Körpergröße auf 169 cm geschätzt. In einer späteren Analyse wurde anhand der Wachstumslinien des Zahnschmelzes ein Lebensalter bei Eintritt des Todes von 8 bis 9 Jahren berechnet, die Körpergröße mit 141 bis 147 cm ausgewiesen und für das Fossil ein Alter von 1,53 ± 0,05 Millionen Jahren angegeben. Die anfängliche Fehleinschätzung des Lebensalters beruhte darauf, dass zunächst der von Homo sapiens bekannte Fortschritt der Verknöcherung seiner Schädelnähte auf den Nariokotome-Jungen übertragen wurde. Eine genaue Analyse der Wachstumslinien des Zahnschmelzes ergab jedoch Hinweise darauf, dass dessen körperliche Entwicklung weit schneller verlief als bei anatomisch modernen Menschen, dass die Kindheit damals also wesentlich kürzer war als heute.
Als Erwachsener wäre der Nariokotome-Junge einer 2015 publizierten Schätzung zufolge 176 bis 180 cm groß und 80 bis 83 kg schwer geworden, eine weitere Studie aus dem Jahr 2018 bestätigte diese Schätzung, vergrößerte jedoch die Spannweite auf 160 bis 177,7 cm für die Körpergröße und 60 bis 82,7 kg für das Gewicht. Eine offensichtliche Todesursache war nicht nachweisbar. Entdeckt wurden jedoch Zeichen einer Zahnfleischerkrankung im rechten Unterkiefer. Im Röntgenbild wurde erkennbar, dass der Junge einen knappen Monat vor seinem Tod einen Milchbackenzahn verloren hatte, von dem aber zwei Teile der Wurzel im Kiefer zurückblieben. Dies führte zu einer Infektion und einem Abszess, was unbehandelt selbst vor dreihundert Jahren noch tödlich enden konnte.
Von jedem (außer dem untersten) Rippenpaar war mindestens eine Rippe vorhanden. Der Brustkorb konnte daher genau rekonstruiert werden und erwies sich in allen Aspekten als nicht von dem eines modernen Menschen unterscheidbar. Jedoch besaß der Nariokotome-Junge – wie viele Affen-Arten – noch sechs Lendenwirbel statt bei Homo sapiens zumeist fünf. Die keilförmigen Wirbelkörper (im Brustbereich zur Vorderseite des Körpers etwas flacher als hinten, im Lendenbereich zur Vorderseite etwas dicker als hinten) bedeuten, dass die Wirbelsäule (anders als bei den nicht-menschlichen Menschenaffen) ähnlich wie bei Homo sapiens s-förmig gebogen war (Kyphose und Lordose).
Der anhand der Knochen rekonstruierbare Körperbau des Nariokotome-Jungen (schlank und hochgewachsen) wurde mit dem Körperbau von Menschen verglichen, die heute in unterschiedlichen Klimazonen leben. Demnach kann sein Körperbau als Anpassung an tropische Temperaturen interpretiert werden: „Der Junge lief vermutlich in heißer, offener Landschaft herum und schwitzte. Der gesamte Körperbau deutet darauf hin, dass der Junge (und Homo erectus generell) sein Fell bzw. Körperhaar bereits verloren hatte. […] Da ihn keine Körperhaare vor der brennenden äquatorialen Sonne schützten, hatte der Junge vermutlich eine sehr dunkle Hautfarbe. Ein weiteres faszinierendes Merkmal, welches die Anpassung an eine heiße und trockene Umwelt anzeigt, ist die Nase. Der Junge hatte eine richtige Nase.“ Ältere Arten wie Australopithecus und Homo habilis hatten hingegen keine vorspringende, sondern eine flache, affenartige Nase, die weniger gut geeignet ist, trockene Luft anzufeuchten, bevor sie die Lunge erreicht. Diese Interpretation steht zudem in Einklang mit den fossilen Pflanzenfunden.
Der Schädel weist große Ähnlichkeit mit den Homo-erectus-Funden aus Asien auf, insbesondere zu den Java-Menschen. Bernard Wood schlug 1992 gleichwohl vor, das Fossil – zusammen mit anderen Funden vergleichbaren Alters und vergleichbaren Aussehens – zu Homo ergaster zu stellen, einer Art, deren Merkmale allerdings nie genau gegen Homo erectus und gegen andere vergleichbar alte Arten der Hominini abgegrenzt wurden.
Die Rekonstruktion des Schädels lässt auf ein Innenvolumen von ca. 880 cm³ schließen, das sich beim Erwachsenen vermutlich auf ca. 910 cm³ vergrößert hätte (zum Vergleich: das Gehirnvolumen des Jetztmenschen beträgt ca. 1400 cm³). Der Bau des Beckens, der Schultergelenke und der großen Arm- und Beingelenke steht im Einklang mit einer – im Unterschied zu den Arten der Gattung Australopithecus – sehr weitgehenden Anpassung an eine zweibeinige Fortbewegungsweise. Ein besonders auffälliger Unterschied zum modernen Menschen besteht darin, dass der Wirbelkanal wesentlich enger als bei Homo sapiens ist. CT-Scans der Bogengänge des Gleichgewichtsorgans wiesen ebenfalls Merkmale nach, die als Folge der evolutionären Anpassung an dauerhaft-aufrechten Gang gedeutet werden können: Wie die anatomisch modernen Menschen hat auch der Nariokotome-Junge im Vergleich mit Gorillas und Schimpansen einen größeren vorderen und hinteren Bogengang und einen kleineren seitlichen Bogengang. In ihrem Buch Turkana-Junge. Auf der Suche nach dem ersten Menschen warnen Alan Walker und Pat Shipman allerdings vor zu weit gehenden Vergleichen: „Der Turkana-Junge war ein Tier von der Größe eines Menschen, er sah aus wie ein Mensch, aber er hatte nicht unser Gehirn, und mit ziemlicher Sicherheit verhielt er sich nicht wie ein Mensch.“

## Belege
1. ↑  ausgesprochen als sechssilbiges Wort: na-ri-o-kot-o-me
2. 1 2  Frank Brown, John Harris, Richard Leakey, Alan Walker: Early Homo erectus skeleton from west Lake Turkana, Kenya (= Nature. Band 316). 1985, S. 788–792, doi:10.1038/316788a0.
3. ↑  Die Beschreibung der Entdeckung folgt Alan Walker, Pat Shipman: Turkana-Junge, S. 21–40. – Richard Leakey nennt in seinem Buch The Origin of Humankind den 23. August 1984 (Paperback-Ausgabe von 1995, S. xi, ISBN 1-85799-334-9).
4. ↑  Alan Walker, Pat Shipman: Turkana-Junge, S. 39.
5. ↑  James C. Ohman et al.: Stature-at-death of KNM-WT 15000 (= Human Evolution. Band 17, Nr. 3–4). 2002, S. 129–141, doi:10.1007/BF02436366.
6. ↑  Ian Tattersall: The Strange Case of the Rickety Cossack – and Other Cautionary Tales from Human Evolution. Palgrave Macmillan, New York 2015, ISBN 978-1-137-27889-0, S. 152.
7. ↑  Christopher B. Ruff,  M. Loring Burgess: How much more would KNM-WT 15000 have grown? (= Journal of Human Evolution. Band 80). 2015, S. 74–82 (Zusammenfassung.).
8. ↑  Deborah L. Cunningham et al.: The effect of ontogeny on estimates of KNM-WT 15000's adult body size. In: Journal of Human Evolution. Band 121, 2018, S. 119–127, doi:10.1016/j.jhevol.2018.04.002.
9. ↑  Alan Walker, Pat Shipman: Turkana-Junge, S. 41.
10. ↑   Alan Walker, Pat Shipman: Turkana-Junge, S. 285, 290–291.
11. ↑  Alan Walker, Pat Shipman: Turkana-Junge, S. 235.
12. ↑  Java Man and Turkana Boy. Ein Vergleich der Homo erectus-Funde aus Afrika und Asien auf talkorigins.org.
13. ↑  Bernard Wood: Origin and evolution of the genus Homo. In: Nature. Band 355, 1992, S. 783–790, Volltext (PDF) (Memento vom 13. September 2014 im Internet Archive).
14. ↑  Damiano Marchi et al.: Relative fibular strength and locomotor behavior in KNM-WT 15000 and OH 35. In: Journal of Human Evolution. Band 131, 2019, S. 48–60, doi:10.1016/j.jhevol.2019.02.005.
15. ↑  Alan Walker, Pat Shipman: Turkana-Junge, S. 296.
16. ↑   Alan Walker, Pat Shipman: Turkana-Junge, S. 252.